# Meadow Oaks
Meadow Oaks – jednostka osadnicza w Stanach Zjednoczonych, w stanie Floryda, w hrabstwie Pasco.